# Thomas Sprißler
Thomas Sprißler (* 31. Januar 1966 in Sigmaringen) ist ein deutscher Kommunalpolitiker. Er war von 2008 bis 2024 Oberbürgermeister der Stadt Herrenberg. Zuvor war er von 1994 bis 2008 Bürgermeister der Gemeinde Mötzingen.

## Werdegang
Sprißler wuchs im oberschwäbischen Inneringen bei Sigmaringen auf. Er absolvierte an der Hochschule für öffentliche Verwaltung und Finanzen Ludwigsburg ein Studium zum Diplom-Verwaltungswirt. In der Gemeinde Mötzingen im baden-württembergischen Landkreis Böblingen war er zunächst als Kämmerer tätig. Sprißler wurde im März 1994 mit 83,8 Prozent der Stimmen zum Bürgermeister von Mötzingen gewählt. Acht Jahre später wurde er mit 99,8 Prozent der Stimmen für eine zweite Amtszeit als Mötzinger Gemeindeoberhaupt wiedergewählt.
Am 11. November 2007 erreichte er im ersten Wahlgang der Oberbürgermeisterwahlen in Herrenberg 43,3 Prozent der Stimmen. Im zweiten Wahlgang wurde Sprißler schließlich am 2. Dezember 2007 durch 64,7 Prozent der Stimmen für eine im Februar 2008 beginnende Amtszeit zum Herrenberger Oberbürgermeister gewählt, womit er den zurückgetretenen Volker Gantner ablöste. Am 29. November 2015 wurde er mit 97,5 Prozent der Stimmen im Amt bestätigt. Bei der OB-Wahl im Dezember 2023 kandidierte er nicht erneut. Am 20. Februar 2024 übernahm sein Nachfolger Nico Reith die Amtsgeschäfte.